# A Brixton Tale
A Brixton Tale ist ein romantisches Filmdrama von Darragh Carey und Bertrand Desrochers, das im Februar 2021 beim Slamdance Film Festival seine Premiere feierte und am 17. September 2021 in die Kinos im Vereinigten Königreich kam.

## Handlung
Benji lebt in Brixton und verbringt die Tage meist damit, seinen besten Freund Archie von Dummheiten abzuhalten und vor Ärger zu bewahren. Benji verliebt sich in Leah, eine junge YouTuberin aus reichem Haus, die vom Leben auf der Straße besessen ist. Als die angehende Filmemacherin sich für ihren Dokumentarfilm zu immer rücksichtslosem Verhalten verleiten lässt, verwischen die Grenzen zwischen diesem Film und der Realität.

## Produktion

### Stab und Besetzung
Regie führten Darragh Carey und Bertrand Desrochers. Es handelt sich für beide um ihr Spielfilmdebüt. Gemeinsam mit Rupert Baynham schrieb Carey auch das Drehbuch.
Ola Orebiyi, der im Film in der Rolle von Benji zu sehen ist, spielte zuvor in Limbo und Cherry. Lily Newmark spielt Leah, und Jaime Winstone übernahm die Rolle von Tilda. Craige Middleburg spielt Benjis besten Freund Archie.

### Dreharbeiten und Farbkonzept

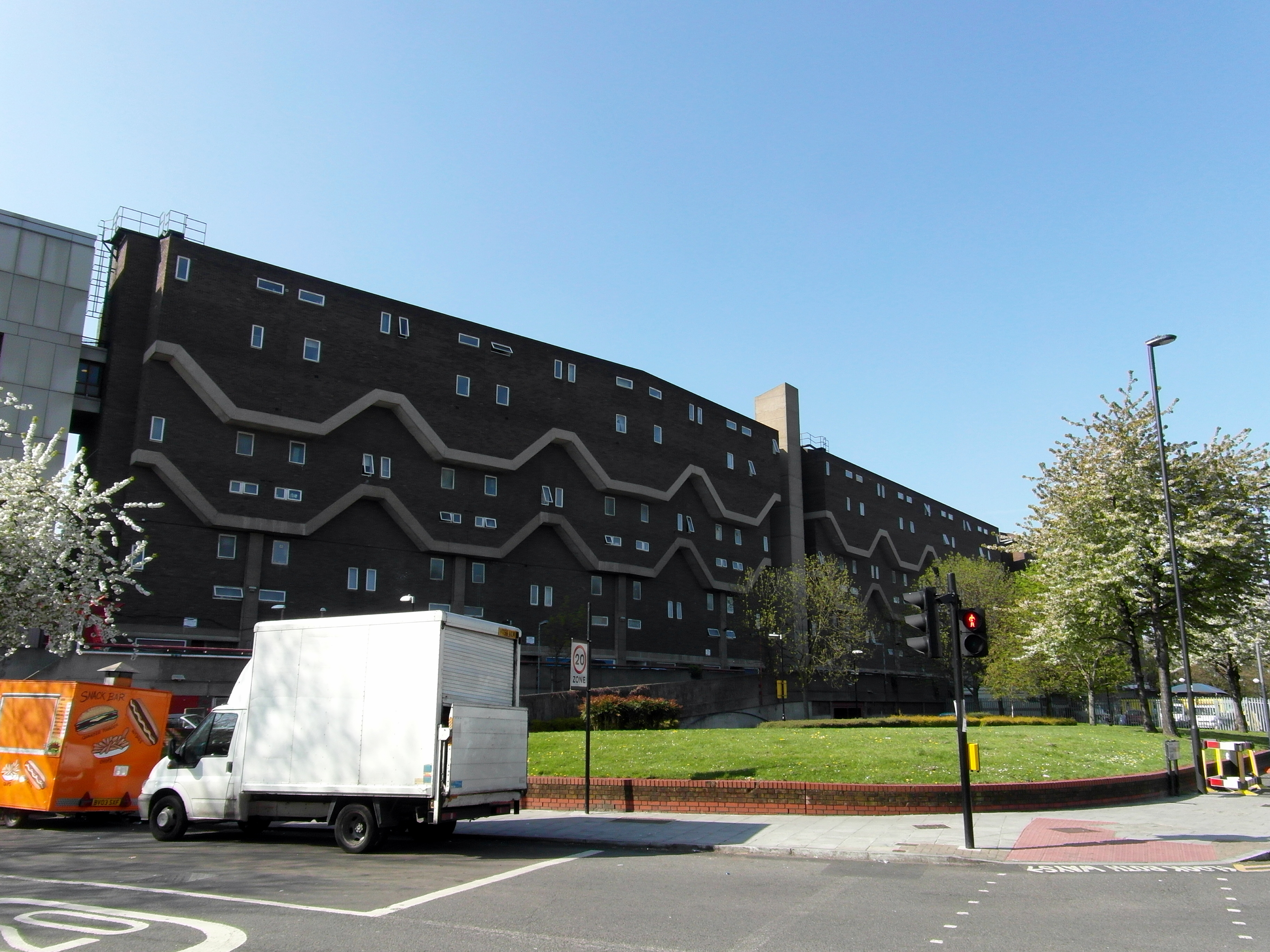
Einer der Drehorte: die Gegend rund um das Southwyck House (auch „Barrier Block“) in Brixton

Die Dreharbeiten fanden rund um den Barrier Block und Moorlands Estate im Londoner Stadtteil Brixton statt. Carey und Desrochers erarbeiteten mit dem Kameramann Kristof Brandl zwei Farbpaletten. In der Nacht dominieren Schwarz, Gelb und Orange, Farben, die etwas Unwirkliches haben, um eine Welt zu zeigen, in der Leah und Benji zusammen sein können. Tagsüber bilden Weiß, Blau und Grün einen Kontrast hierzu und stehen für die Monotonie, die mit der Realität einhergeht, wie Schnee und der Dampf in der Luft, in der Leah und Benji deutlich in unterschiedlichen Welten leben.

### Veröffentlichung
Eine erste Vorstellung erfolgte am 12. Februar 2021 beim Slamdance Film Festival. Im Juli 2021 wurde der Film beim Galway Film Fleadh vorgestellt. Am 17. September 2021 kam der Film in ausgewählte Kinos im Vereinigten Königreich. Im September 2021 wurde er auch beim Internationalen Filmfest Oldenburg gezeigt. Im Oktober 2021 wurde er beim Internationalen Filmfestival Warschau vorgestellt. Ende April, Anfang Mai 2022 wurde er im Rahmen des Filmfestivals Crossing Europe gezeigt. Im September 2022 stand der Film abermals im Programm des Filmfestes Oldenburg. Ende September 2023 wird A Brixton Tale beim Schlingel Film Festival gezeigt.

## Rezeption

### Kritiken
Von den bei Rotten Tomatoes aufgeführten Kritiken sind 90 Prozent positiv.
Leslie Byron Pitt von der Filmzeitschrift Little White Lies schreibt in ihrer Kritik, die Kluft zwischen Benji und Leah werde im Film auf brutal ehrliche Weise dargestellt. Bei Leah könne man sich nie sicher sein, ob sie sich ihres Status und ihrer Privilegien bewusst ist. Andererseits mache der Film von Anfang an sehr deutlich, dass Benji nicht das stereotype „Produkt seiner Umgebung“ ist, als das Leah ihn unbedingt zeigen möchte.

### Auszeichnungen
Crossing Europe 2022
- Nominierung im YAAAS! Competition[9]

Internationales Filmfest Oldenburg 2021
- Nominierung als Bester Film für den Publikumspreis / German Independence Award (Darragh Carey und Bertrand Desrochers)

Internationales Filmfestival Schlingel 2021
- Auszeichnung mit dem Publikumspreis[14]

Mons International Film Festival 2022
- Nominierung im internationalen Wettbewerb[15]

Slamdance Film Festival 2021
- Nominierung als Bester Spielfilm[16]